# Rokusō-an

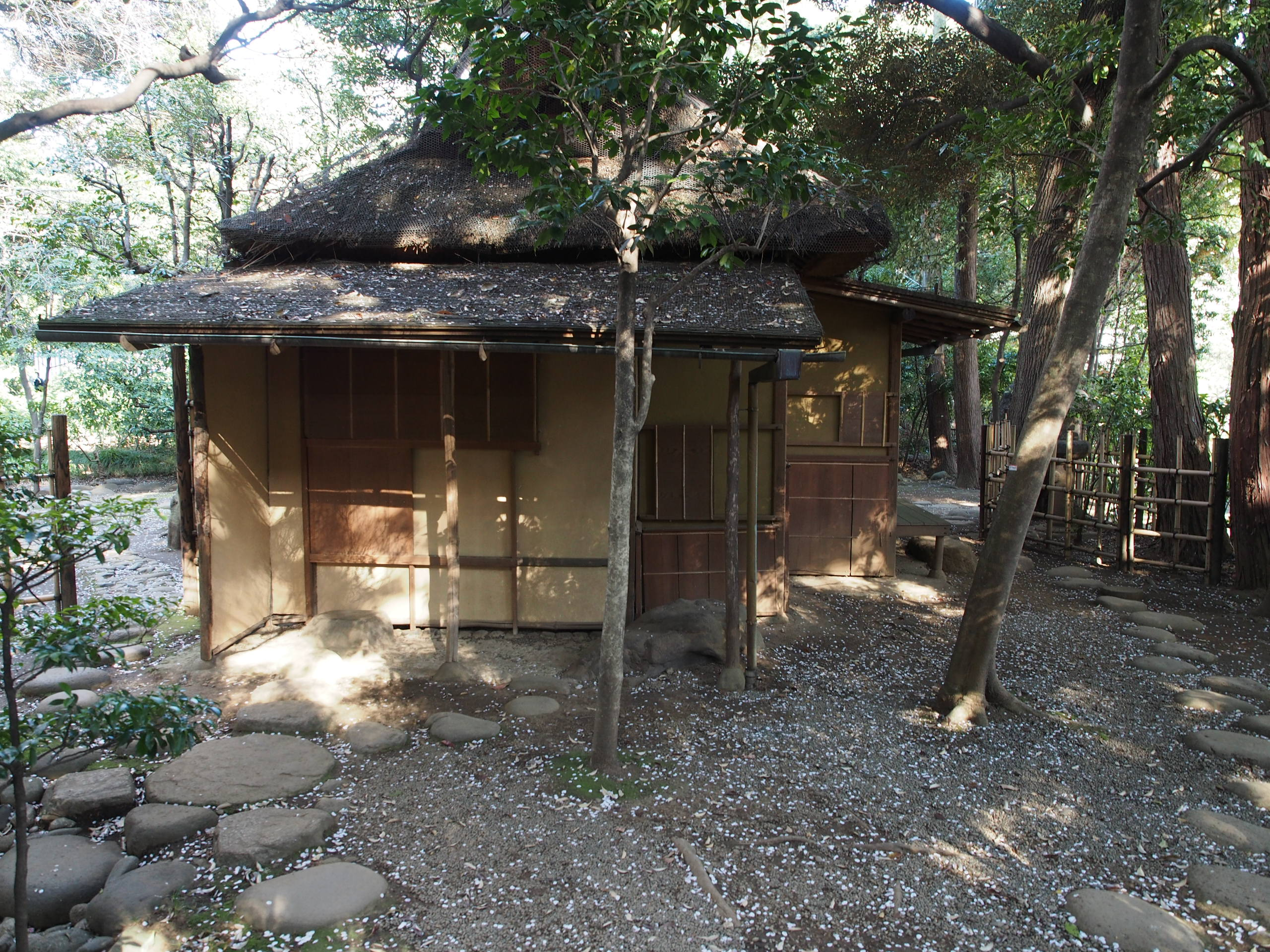
Rokusō-an

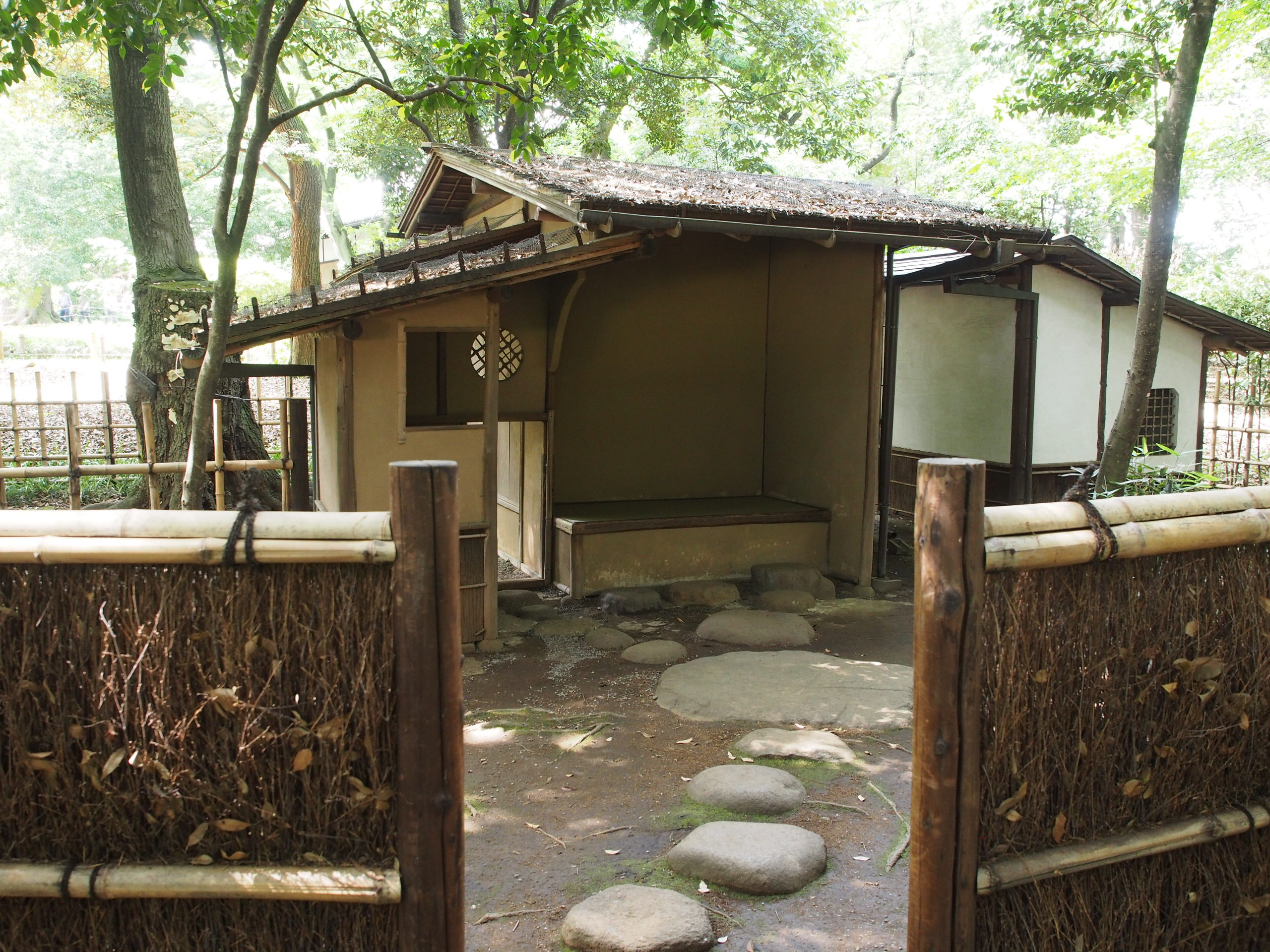
Nhìn từ bên cạnh khu vực chờ

Rokusō-an (chữ Hán: 六窓庵; Lục Song Am) là một trà thất kiểu Nhật (chashitsu).
Trước đây Rokusō-an vốn đặt tại chùa Kōfuku-ji ở Nara và được coi là một trong San-meiseki (三名席 Ba trà thất nổi tiếng). Ban đầu am này xây dựng dưới thời Edo rồi về sau được giới chức di dời do tình trạng xuống cấp và hiện nằm trong khu vườn của Bảo tàng Quốc gia Tokyo.